# Kévin Bérigaud
Kévin Bérigaud (ur. 9 maja 1988 w Thonon-les-Bains) – francuski piłkarz występujący na pozycji napastnika w Pafos FC.